# Мікроконтинент
Мікроконтинент або фрагмент континентальної кори — частина континенту відламана від основного масиву що утворює острови, які можливо розташовані за кілька сотень кілометрів від місця їх відламування. Терміни мікроконтинент і фрагмент континентальної кори мають сенс що вони менше, ніж Сахул (Австралія-Нова Гвінея). Інші, на кшталт Зеландія (континент), не визначено, є кратон або фрагмент кратону.
Деякі мікроконтиненти є фрагментами Гондвани або інших стародавніх континентів: Зеландія, яка охоплює Нову Зеландію і Нову Каледонію , Мадагаскар; північ Маскаренського плато, яке охоплює Сейшельські острови, острів Тимор тощо. Декілька островів в Карибському морі, складаються головним чином з граніту, континентальна кора містити гранітні і базальтові породи, тому важко визначитись чи є вони мікроконтинентами. Кергеленське плато є великою магматичною провінцією утвореною вулканічною гарячою точкою, але було пов'язано з розпадом Гондвани, і було якийсь час над водою, і тому вважається мікроконтинентом, хоча і не є континентальним фрагментом у той час як інші острови на гарячих точка, такі як Ісландія і Гаваї не вважають ні мікроконтинентом, ні континентальним фрагментом. В іншому випадку: Британські острови, Шрі-Ланка, Борнео і Ньюфаундленд знаходяться в межах континентального шельфу їх сусідніх континентів, відокремлені від материка протоками.
Декілька островів у східній частині Зондського архіпелагу вважаються континентальними фрагментами, хоча це і спірна теорія. До них належать Сумба, Тимор (Малі Зондські острови), острови Бангай — Сулу (Сулавесі), Обі, на південь Бакану, комплекс Буру — Серам — Амбон (Молуккські острови)
Склад кори мікроконтинентів дуже подібний до складу звичайної континентальної кори. 
Процес рифтогенезу, який призвів до утворення мікроконтинентів, швидше за все, впливає на їх шари та загальну товщину поряд із додаванням до кори основних інтрузій. 
Дослідження показали, що середня товщина земної кори мікроконтинентів становить приблизно 24,8 ± 5,7 кілометра 
. 
Осадовий шар континентальних фрагментів або мікроконтинентів може мати товщину до 5 км і може перекривати від двох до трьох шарів земної кори. 
Мікроконтиненти мають середню густину земної кори 2,81 г/см³, що дуже схоже на густину типової континентальної кори.

## Континентальні фрагменти

### Частини Пангеї, менші за Австралію
- Азорське плато[en]
- Підводна гора Боллонс[en] — континентальний фрагмент підводної гори на південний схід від Нової Зеландії
- Брокен-Рідж[en] — океанічне плато в Індійському океані
- Східнотасманове плато[en] — занурений мікроконтинент на південний схід від Тасманії
- Підводна гора Джозефа Гілберта[en] — континентальний фрагмент підводної гори на захід від Нової Зеландії
- Мікроконтинент Ян-Маєн — атлантичний фрагмент континентальної кори
- Мадагаскар
- Маскаренське плато — підводне плато в західній частині Індійського океану
  - Сейшельський мікроконтинент[en] — мікроконтинент, що лежить під Сейшельськими островами в західній частині Індійського океану.
- Мавритія — докембрійський мікроконтинент, який відокремився, коли Індія та Мадагаскар розділилися
- Частини плато Валлабі[en]
- Можливо, Сумба, Тимор та інші острови східної Індонезії; Сулавесі утворився в результаті субдукції мікроконтиненту
- Плато Роколл[en] — батиметричний об’єкт на північний захід від Шотландії та Ірландії
- Сокотра — найбільший з чотирьох островів архіпелагу Сокотра, Ємен[7]
- Південнооркнейський мікроконтинент[8]
- Зеландія — переважно занурена маса континентальної кори, що містить Нову Зеландію та Нову Каледонію

### Інші мікроконтиненти (утворені після Пангеї)
- Куба, Гаїті, Ямайка та інші гранітні острови Карибського моря
- Плато Кергелен — океанічне плато на півдні Індійського океану

### Майбутні мікроконтиненти
- Аджан, континент, який утвориться через 3-20 мільйонів років через його відриву від материкової Африки.[9]